# Nui
Nui és un atol del grup nord de Tuvalu.

## Geografia
L'atol està format per 9 illots més grans, i una dotzena d'illots menors, sobre l'anella de corall d'uns 200 m d'ample. Amb la marea baixa es pot anar caminant d'un illot a un altre. El més gran, i l'únic habitat és Fenua Tapu ('terra sagrada'), situat al sud de l'atol. La superfície total és de 2,83 km². La població total era de 548 habitants al cens del 2002.

## Història
Va ser l'única illa trobada per Álvaro de Mendaña, el 1568, abans d'arribar a les illes Salomó. La va anomenar Isla de Jesús. Va ser colonitzada per emigrants micronesis de Kiribati. Avui la població parla gilbertenc, la llengua de les illes Gilbert, i tuvalià, la llengua oficial a Tuvalu.